# Dimitri Peters
Dimitri Peters, född den 4 maj 1984 i Gljaden, Ryssland, är en tysk judoutövare.
Han tog OS-brons i herrarnas halv tungvikt i samband med de olympiska judotävlingarna 2012 i London.